# Iglesia de Santa María la Mayor (Alcañiz)
La iglesia de Santa María la Mayor de Alcañiz (Provincia de Teruel, Aragón, España) fue colegiata de 1407 a 1851. Del conjunto sobresale la gran torre gótica, principal testimonio del antiguo templo medieval, y la edificación barroca dotada de una fachada de dimensiones catedralicias.
Es bien de interés cultural, con la categoría de monumento, desde 1988.

## El templo gótico

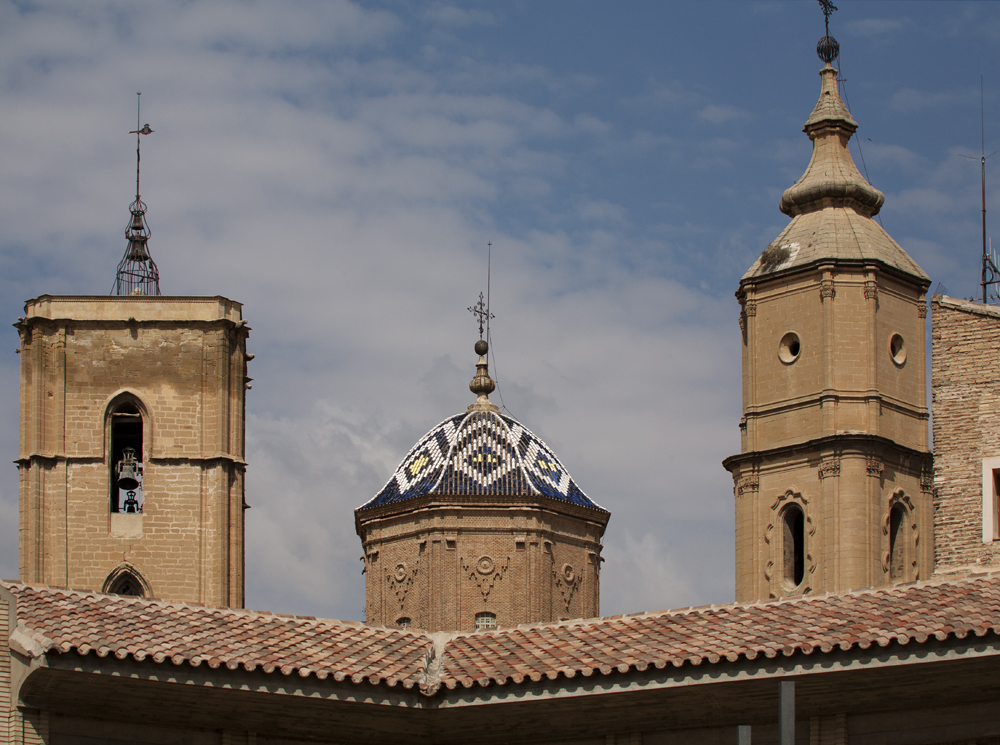
Torres de Santa María (Alcañiz)

De esta obra –realizada en su mayor parte en el siglo XIII- se conserva su gran torre-campanario y otros restos fragmentarios que permiten, junto a los testimonios documentales, hacer una reconstrucción ideal del mismo. Tuvo esta iglesia tres naves –la central de mayor altura y anchura que las laterales-, cabecera poligonal y girola con capillas radiales. El 13 de mayo de 1407 fue beneficiada con el título de colegial, por bula de Benedicto XIII, el Papa Luna. La grandiosidad de la torre, una de las más notables de la antigua Corona de Aragón, se asocia con el deseo de la ciudad, entonces villa, de erigir un símbolo del poder municipal frente al señorial representado por el gran castillo calatravo. Tuvo una marcada plurifuncionalidad: cívico-religiosa, por su carácter de torre-campanario, y defensiva, al concebirse como habitación-refugio. De extraordinaria belleza son sus estilizados ventanales, sus gárgolas y la vista de la ciudad que puede contemplarse desde la terraza que la corona.

## La capilla de la Soledad
Se construyó para acoger las imágenes de la Virgen de la Soledad y el Santo Cristo que, según la tradición, trajo un peregrino a Alcañiz, en el siglo XVI. Bendecida en 1732, se conservó cuando se decidió demoler el templo gótico tres años más tarde. Se proyectó como una capilla adosada a la cabecera del templo gótico, como obra unitaria e independiente. Se redecoró a finales del siglo XVIII, con un gran baldaquino y con un trabajo basado en la utilización de estuco que ocultó las pinturas originales. Su programa iconográfico tiene como tema básico la pasión, el dolor y la soledad ante la muerte de Cristo.

## El templo barroco
La demolición del templo gótico y la construcción de la gran obra barroca del siglo XVIII -iniciada en 1736 y concluida varias décadas después- estuvo condicionada por el estado de deterioro del edificio medieval; el anhelo de tener un templo de mayor capacidad; la ‘reorientación’ del edificio hacia el centro cívico de la ciudad; y, sobre todo, el deseo de contar con un templo acorde con el gusto o la ‘moda’ del momento, cuyo principal paradigma era la basílica del Pilar de Zaragoza. De ahí que el arquitecto que lo diseñase fuese Domingo de Yarza, uno de los responsables de la obra zaragozana, y que se aceptase el modelo caracterizado por dos elementos: la concepción de espacio único asociada a la idea de iglesia salón o hallenkirche (generada por la igualdad en la altura de las naves) y la utilización de doble pilar, también denominado soporte ‘pilarista’.

## La portada principal
Portada rehundida en forma absidial o de exedra, enmarcada por un gran arco de medio punto que la conecta con el ámbito artístico del norte peninsular. Conexión que se justifica por el gran protagonismo que en la ejecución de esta obra tuvo el maestro cantero y escultor guipuzcoano Juan Bengoechea Ameztoy. Presenta una clara composición piramidal, con ritmo ascendente, enfatizado por los elementos curvos del cuerpo central. Está concebida como portada-retablo, estructurada en tres pisos o cuerpos. En el primer cuerpo se disponen las imágenes de San Pedro y San Pablo; en el segundo, cuatro arcángeles flanquean al gran grupo escultórico de Santa María; y en el superior se localizan las figuras de Santo Tomás de Aquino, a la izquierda, y San Vicente Ferrer, a la derecha. Sobre la puerta se esculpió el escudo del cabildo de la colegial, con las cañas alusivas a Alcañiz y con las armas del Papa Luna. Esta obra debió concluirse en 1779.

## El retablo mayor
Obra del escultor alcañizano Tomás Llovet, director durante varias décadas de la Academia de Bellas Artes de San Luis de Zaragoza y figura fundamental de la escultura aragonesa de la primera mitad del siglo XIX. Este retablo –realizado entre 1798 y 1801- no conserva ninguna de sus esculturas de bulto y sus relieves fueron reconstruidos tras la guerra civil. Su gran espacio central está ocupado en su totalidad por el bajorrelieve alusivo a la Asunción de la Virgen.Y en su cuerpo superior —separado por un gran entablamento y enfatizado por un frontón triangular- vemos un tondo con la imagen de la Trinidad.

## Pinturas

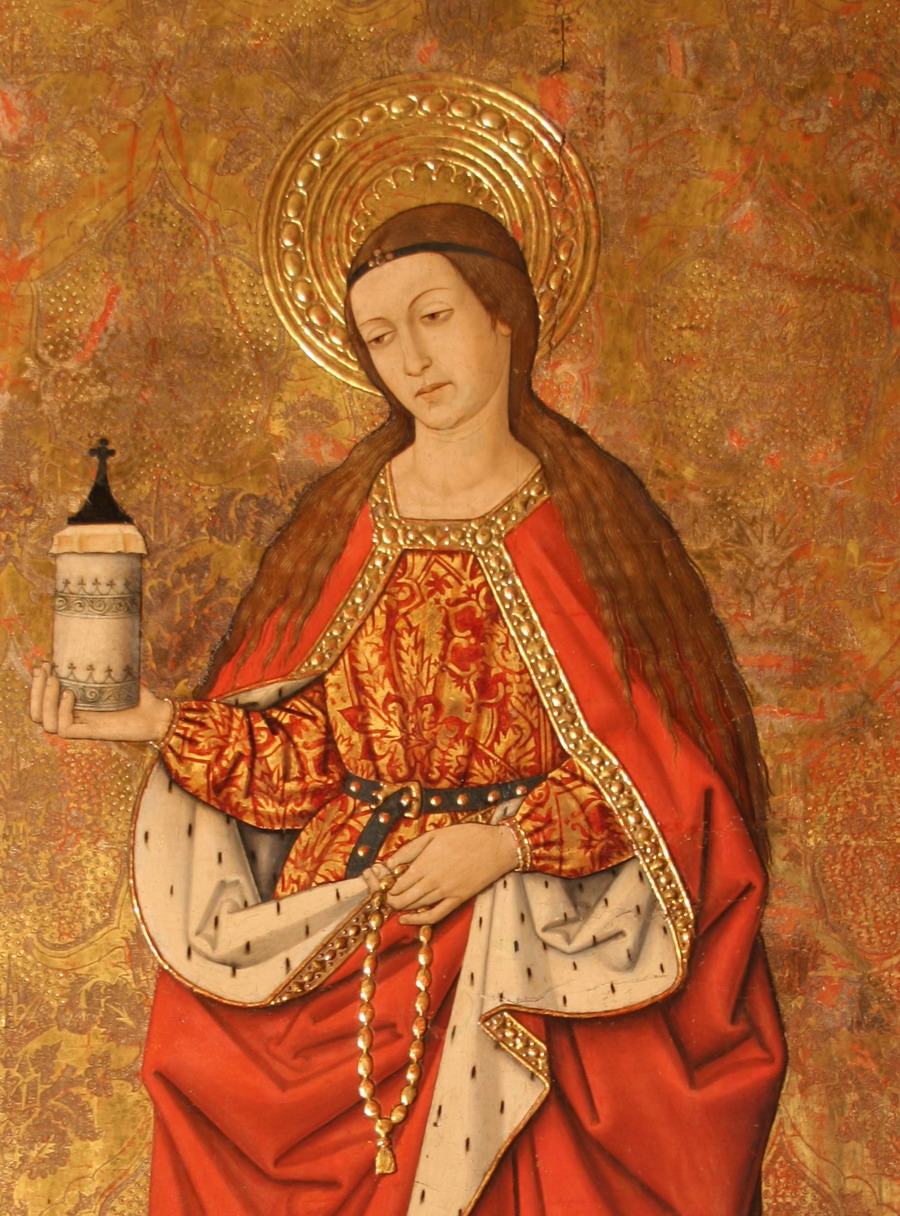
Pintura gótica. Santa María la Mayor (Alcañiz)

Este templo conserva valiosas obras pictóricas. Entre ellas destaca un interesante conjunto de pintura gótica atribuido al taller de Domingo Ram -uno de los pintores más importantes de Aragón de finales del siglo XV- y distribuido entre una predela con varias escenas y una hermosa imagen de Santa María Magdalena. También tiene un notable interés un segundo grupo de tablas, en este caso renacentistas, datadas en las dos primeras décadas del siglo XVI y atribuidas al ‘Maestro de Alcañiz’, pintor identificado con el leridano Blai Guiu. Forman este conjunto seis tablas, en las que se representan a los santos Cosme y Damián, Santa Catalina de Siena y Santa Apolonia, San Jerónimo, una Epifanía, San Blas y San Pedro. Todas ellas pueden contemplarse en la sacristía del templo.

## Maestros de Capilla
De estos centros (catedrales de Albarracín y Teruel y excolegial de Alcañiz) salieron todos los grandes maestros turolenses que conocemos y que sirvieron en las capillas catedralicias, colegiatas o iglesias mayores, capitulares y arciprestales (Cella, Cantavieja, Mosqueruela, Aliaga, Valderrobres,
Calaceite...), clérigos en su mayoría, y los que triunfaron en ambientes palaciegos, en el teatro, en la fiesta popular, etc.
- Pedro VÉTERA
- Bernardo PASCUAL
- Juan DE SESSÉ Y BALAGUER
- Manuel GASCÓN